# Kuxeb
Kuxeb es una localidad del municipio de Chemax en el estado de Yucatán, México.

## Toponimia
El nombre (Kuxeb) proviene del idioma maya.

## Demografía
Según el censo de 2005 realizado por el INEGI, la población de la localidad era de 642 habitantes, de los cuales 324 eran hombres y 318 eran mujeres.
| 0                           | 93 | 149 | 159 | 190 | 350 | 387 | 547 | 590 | 642 |
| (Fuente: INEGI [Consultar]) |    |     |     |     |     |     |     |     |     |